# إستريليس
إستريليس (بالفرنسية: Estréelles)‏ هي بلدية تقع في إقليم باد كاليه من منطقة نور با دو كاليه في شمال فرنسا. تبلغ مساحة هذه المدينة 3.18 (كم²)، وترتفع عن سطح البحر 10 م، يبلغ عدد سكانها 269 نسمة حسب إحصاء المعهد الوطني للإحصاء والدراسات الاقتصادية سنة 2009 م. وترأس Dominique Szczepanski البلدية خلال فترة (2008-2014).